# Zezé Procópio
Pour les articles homonymes, voir Procopio et Mendes.
José Procópio Mendes, surnommé également Zezé Procópio (né le 12 août 1913 à Varginha au Brésil et mort le 8 février 1980 à Valença), était un joueur de football brésilien.

## Biographie
Il joue pendant sa carrière dans des clubs brésiliens, le Botafogo, Palmeiras et São Paulo.
Il gagne cinq championnats du Minas Gerais et deux championnats de São Paulo.
Avec la Seleçao, il joue durant la coupe du monde 1938.

## Palmarès

### Club
- championnat du Minas Gerais (5) :

Villa Nova : 1933, 1934, 1935
Atlético Mineiro : 1936, 1938
- championnat de São Paulo 2 :

Palmeiras : 1942, 1947